# كانتويرا
كانتويرا هي كومونا تقع في العاصمة تورينو في منطقة بييمونتي الإيطالية، وتقع على بعد حوالي 40 كيلومترا (25 ميل ) شمال غرب تورينو.
تحد كانتويرا البلديات التالية: لوكانا، شيالامبرتو، موناستيرو دي لانزو، وسيريس .